# مرفأ بيروت

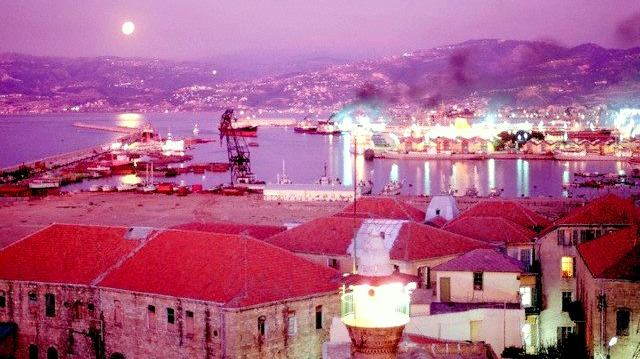
مرفأ بيروت عام 1967

مرفأ بيروت هو الميناء البحري الرئيسي في لبنان يقع في الجزء الشرقي من خليج سان جورج على ساحل بيروت شمال البحر الأبيض المتوسط وغرب نهر بيروت. وموضعه عند تقاطع خط الطول 35 درجة و57 دقيقة شرقا وخط العرض 35 درجة و15 دقيقة شمالا. ويشكل مركز التقاء للقارات الثلاث: أوروبا، آسيا، وأفريقيا، وهذا ما جعل منه ممرًا لعبور اساطيل السفن التجارية بين الشرق والغرب. وخلال السبعينيات من القرن العشرين كان مرفأ بيروت أهم محطة للتجارة الدولية مع الدول العربية المحيطة حتى تضرره في 4 أغسطس 2020 في حادث انفجار بيروت . يضم الميناء المملوك للحكومة اللبنانية أربعة أحواض يصل عمقها إلى 24 مترًا، إلى جانب آخر خامس كان تحت الإنشاء، بالإضافة إلى 16 رصيفًا ومنطقة شحن عامة مكونة من 12 مستودعًا، وصوامع لتخزين القمح والحبوب، تعد بمثابة خزان احتياطي إستراتيجي للقمح للبلاد. وتشكل قاعدة بيروت البحرية جزءًا من الميناء.

## تاريخه

### العصر الفينيقي والإسلامي
نشأ في بيروت مرفأ هام منذ العهد الفينيقي، على غرار مرافئ صيدا وصور وطرابلس وسواها، كما اتخذها الإفرنج مقراً لسفنهم وعساكرهم. ولما خضعت بيروت للحكم الإسلامي، كان ميناؤها مركزاً لصناعة السفن الإسلاميّة لا سيما في عهد معاوية بن أبي سفيان.
كان مرفأ بيروت من المراكز الإستراتيجيّة الهامة في المنطقة، ذلك أن من يستولي عليه يستطيع التقدم نحو المدينة وبقية المناطق، لأن أكثر العمليات العسكرية كانت بحرية، وبعضها الآخر بريّة، ولهذا حرص الإفرنج في العصور الوسطى بعد سيطرتهم على بيروت ومدن الساحل، على الاهتمام بتحصين مرفأ بيروت، وبالتالي تحصين المدينة، ليتمكنوا من الدفاع عنها ضد المسلمين.
ولما استعاد المسلمون بيروت ومدن الشام، حرص الأمير بيدمر الخوارزمي، الذي توفي سنة 1387م، على الاهتمام بمرفأ بيروت وتحسينه، لا سيما وأنه استخدمه لصناعة السفن الحربيّة، فأمر بقطع الأخشاب من حرج بيروت، لصنع السفن، فصنعها ما بين المسطبة (المصيطبة اليوم) وساحة بيروت والميناء، وكان الأمير فخر الدين المعني قد أمر بردم مرفأ بيروت تخوّفاً من الأسطول العثماني واتقاء لهجماته.

### العصر العثماني
ولما سيطر العثمانيون على بيروت وبلاد الشام، شعروا بأهمية مرفأ بيروت، كما شعرت الدول الأجنبيّة بذلك، سواء على الصعيد الاقتصادي أم على الصعيد الإستراتيجي، ولهذا بدأت أهمية بيروت كمدينة ناشئة تظهر بوضوح. وفي القرن الثامن عشر الميلادي بدأت بيروت تحتل مكانة اقتصادية بارزة، وأصبحت أكثر مدن الساحل الشامي تجارة وسكاناً وذلك بفضل مينائها وعوامل اقتصادية أخرى، وهذا ما دفع التجار الأجانب لا سيما الفرنسيين المقيمين في صيدا، إلى الكتابة إلى حكومتهم في عام 1753م وطالبوا بإرسال بعض التجار والصنّاع إلى بيروت وجوارها من بين الذين يفهمون في غزل القطن لتوجيه الصناعة والتجارة بأسلوب مناسب.

### أهمية المرفأ التاريخية
أشارت الدراسات التاريخيّة والتقارير القنصليّة إلى أن مرفأ بيروت كان منذ القدم من أصلح الموانئ لرسو السفن، وهو الميناء الذي تجد فيه المراكب الأمان في جميع الفصول. وكانت السفن ترسو قديماً في داخله، فيضع البيارتة العاملون في المرفأ (الصقالات) وهي ألواح عريضة من الخشب، ليستعملها المسافرون جسراً للنزول إلى البر، وإنزال البضائع على الرصيف.
أما السفن الكبيرة القادمة إلى مرفأ بيروت، فكانت تقف في الصيف تجاه بيروت، في حين تضطر في الشتاء للالتجاء إلى خليج الخضر قرب الكرنتينا، أو عند مصب نهر بيروت.
وكانت منازل الأجانب، وبعض قناصل الدول الأجنبيّة، تقع في الجهة الجنوبيّة من ميناء بيروت، كما تركزت الكثير من الخانات (الفنادق) إزاء المرفأ وبجانبه، وذلك لتسهيل إقامة التجار والوافدين من الخارج. وتشير التقارير والدراسات التاريخيّة إلى أن مرفأ بيروت لا سيما في القرن التاسع عشر، كان بمثابة خلية نحل حيث يلتقي التاجر البيروتي بالتاجر الفرنسي والإيطالي والمالطي والنمساوي، وبتجار الإسكندريّة ودمياط والمغرب وتونس والجزائر. ويلتقي التاجر البيروتي بتاجر الجبل اللبناني والتاجر الدمشقي والحلبي والحمصي والحموي وغيرهم.
وكانت حركة التجارة في ميناء بيروت حركة نشطة، حيث كان الجبل اللبناني يزوّد تجار بيروت بـ 1800 قنطار من الحرير، ويتم تصديرها عبر مرفأ بيروت بواسطة مراكب أوروبيّة ومحليّة، يُصدّر معظمها إلى دمياط والإسكندريّة والمغرب وتونس والجزائر، وتعود هذه المراكب محمّلة بالأرز، والكتّان والأنسجة وجلود الجواميس من مصر، والعباءات من تونس. كما تحمل من موانئ المغرب العربي بعض السلع الأوروبيّة التي تحتاج إليها بيروت ومدن الشام، ومن النمسا الطرابيش، وقُدِّر مجموع ما استوردته بيروت سنوياً في أوائل القرن التاسع عشر بنحو 200 ألف قرش.
ونتيجة لتطور التجارة في بيروت، وتزايد أهمية مرفئها، قد ظهرت مرافئ متخصصة في المرفأ نفسه وبمحاذاته، ومن بينها: ميناء الأرز، ميناء البطيخ، ميناء الخشب، ميناء القمح، ميناء البصل.
وبسبب هذا التطور الاقتصادي الضخم لمدينة بيروت ولمرافئها، حرصت الدول الأوروبيّة على اتخاذ مقار لها فيها، بافتتاح قنصليات لم تكن موجودة في الأصل. ففي سنة 1822م افتتحت وزارة الخارجية الفرنسيّة قنصلية لها في بيروت، بعدما صارت هذه المدينة مركزاً تجارياً واقتصاديا هاماً، وبلغ معدل السفن الإنكليزيّة في مرفأ بيروت سنوياً 150 سفينة.
كانت قلعة بيروت الشهيرة بالقرب من الميناء، وهي تعتبر من الملامح الأساسيّة لميناء بيروت، وقد أشار الرحالة محمد بيرم التونسي في كتابه «صفوة الاعتبار بمستودع الأمصار والأقطار» إلى مرفأ بيروت واصفاً إياه بقوله: (فنزلت هناك، وكانت المرسى صعبة جداً، لبعد إرساء الباخرة عن الشط وركوبنا في زوارق مع هيجان البحر، وبعد أن خلصنا رحلنا إلى الكمرك (الجمرك) الذي لم نر من أهله إلا خيراً، دخلنا البلاد راجلين لقربها وعدم وجود ما يركب حول الكمرك، فدلني رجل على منزل للمسافرين، قريب من جهة طريقنا، كاشف على البحر، فإذا هو منزل لأحد الإفرنج، مثل منازل أوروبا المتوسطة الحُسن، وأخذت به بيتاً واسعاً ذا حجرة للنوم والصناديق وحجرة للجلو، واغتسلت في حمامه وبتنا تلك الليلة والأكل فيه حسن.....).
كان المرفأ مركزاً لعدد كبير من المؤسسات الرسميّة العُثمانيّة، منها مبنى البنك العثماني ومبنى البريد وسواهما من المباني والمؤسسات. وبصورة عامة، فإن الاهتمام بدأ يتزايد تباعاً بمرفأ بيروت، ففي سنة 1863م تقدمت شركة (مساجيري مار يتيم) بمشروع مرفق بالخرائط لتحسين المرفأ، وقدمته لأحمد قيصرلي باشا، حاكم ولاية صيدا، التي كانت بيروت تتبع لها، وقدرت نفقات هذا المشروع بستة ملايين وثلاثمائة وواحد وسبعين ألف وثلاثمائة فرنك، غير أنه لم يوضع موضع التنفيذ إلا عام 1880م بعدما فشلت بلدية بيروت عام 1879م وشركة طريق بيروت ـ دمشق في الحصول على امتياز هذا المشروع.
وبعد اتصالات مكثفة صدرت إرادة سلطانيّة مؤرخة في 19حزيران عام 1887م نال يُوسُف أفندي المطران بموجبها امتياز مشروع تطوير وتحسين مرفأ بيروت ولمدة ستين عاماً تنتهي في 19 تموز عام 1947م، وقد اشترط على صاحب الامتياز المباشرة بالعمل بعد سنتين وإنجازه في خمس سنوات على أن يكون طول الرصيف 1200 متر، واحتفظت الحكومة العُثمانيّة بحق ابتياع هذا المشروع بعد ثلاثين سنة، واشترطت الإرادة السلطانيّة على السفن الداخلة إلى المرفأ دفع رسوم الدخول والرصيف، أو دفع الرسوم إذا كانت هذه السفن لا تقترب من الرصيف.
وفي سنة 1888م تألّفت الشركة العُثمانيّة لمرفأ بيروت وأرصفته ومخازنه، برأسمال قدره خمسة ملايين فرنك، وكانت هذه الشركة فرنسيّة مما أثار حفيظة الإنكليز الذين أشاعوا أن هذا المشروع غير مفيد، لعدم وجود خط سكة حديد بين بيروت والمرافئ الشاميّة.

### تطوير المرفأ خلال القرن التاسع عشر
بوشرت أعمال تحسين المرفأ عام 1889م وقامت بها شركة (وزي وطونن ولوزي)غير أن المشروع واجهته الكثير من التعقيدات، مما إضطر هذه الشركة للاستدانة من شركة خط حديد بيروت دمشق حوران، مبلغاً وقدره خمسة ملايين فرنك، لمتابعة أعمالها.
وبعد انتهاء مشروع تطوير المرفأ عام 1894م وقعت خلافات بين شركة المرفأ وبين الحكومة العُثمانيّة ووزارة البحريّة العُثمانيّة، ومن أسباب هذه الخلافات مسألة دخول البوارج الحربيّة العُثمانيّة إلى المرفأ، والخلافات بين شركة المرفأ وبين إدارة الجمارك بشأن رسم الحمالين والمخازن وتعيين حدود منطقة شركة المرفأ. كما وقع خلاف على زيادة رسوم الدخول للمرفأ مما أثر على حركة الصادرات والواردات، بحيث تحولت إلى بقية المرافئ الشاميّة القريبة، كما أن بُعد المسافة بين نهاية خط الحديد بيروت / دمشق / وبين مرفأ بيروت كان من جملة أسباب الخلافات بين الجانبين وتأثر حركة المرفأ التجاريّة.
والحقيقة فإن هذه الأزمة بين الجانبين سرعان ما انتهت، بل أن المرفأ ازدادت أحواضه وأرصفته ما بين رأس الشامية إلى رأس المدور، وبدأ يستقبل سفناً أكثر وأكبر إتساعاً بما فيها قوافل الحجاج، غير أن امتداد مشروع سكة الحديد إلى محاذاة رصيف المرفأ في أوائل القرن العشرين في عهد السلطان عبد الحميد الثاني، دفع الحجاج المسلمين إلى التوجه للحج إلى الأراضي المقدسة عبر هذا الخط.
ومهما يكن من أمر، فقد شهد مرفأ بيروت قبل الحرب العالمية الأولى وبعدها تطوراً ملموساً أثر تأثيراً مباشراً في الحياة الاقتصاديّة البيروتيّة واللبنانيّة والشاميّة، ولا يزال بعض البيارتة يذكرون نزول الطائرات الخاصة المائيّة في مرفأ بيروت وذلك قبل إنشاء مطار بئر حسن في منطقة المدينة الرياضية اليوم.

## المرفأ اليوم

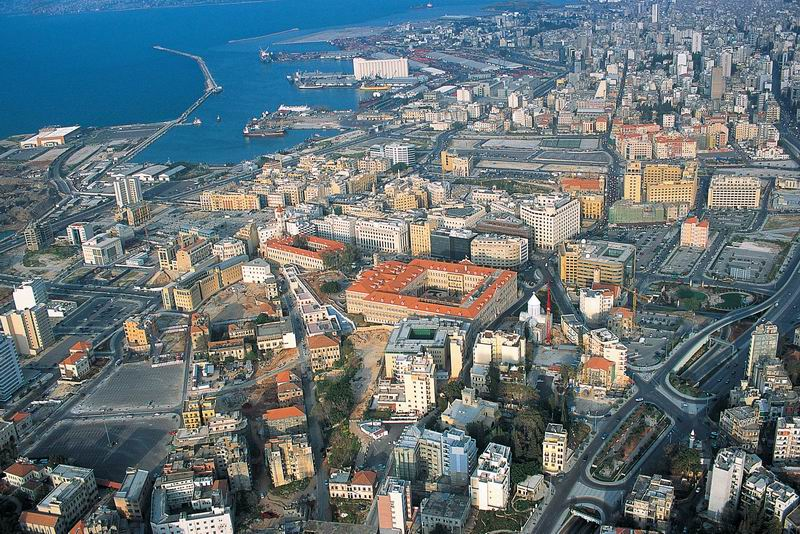
صورة جوية للمرفأ

مرفأ بيروت اليوم هو الأول في لبنان والحوض الشرقي للبحر المتوسط والمنفذ البحري الأساسي للدول العربية الآسيوية. يتعامل مرفأ بيروت مع 300 مرفأ عالمي ويقدر عدد السفن التي ترسو فيه بـ 3100 سفينة سنوياً. ومن خلاله تتم معظم عمليات الاستيراد والتصدير اللبنانية وتمثل البضائع التي تدخل إليه 70% من حجم البضائع التي تدخل لبنان. كما يحتل المركز الأول في المداخيل المركبة 75% إضافة إلى دوره كمركز أساسي لتجارة إعادة التصدير وتجارة المرور (الترانزيت). يتألف مرفأ بيروت من أربعة أحواض، يتراوح عمقها بين 20 – 24 متراً، وعدد الأرصفة 16 رصيفاً، تنتشر عليها المستودعات المسقوفة والمكشوفة. تبلغ مساحة أحواضه نحو 660000.
وقد بدأ العمل بمشروع تأهيل وتوسيع المرفأ وإنشاء الحوض الخامس المخصص لاستقبال المستوعبات، والذي تصل حدوده حتى مصب نهر الكلب، إضافة إلى إهراءات القمح والمنطقة الحرة. فالمرفأ مجهز بأحدث أدوات التفريغ والتحميل، ويؤمن أفضل الشروط للتخزين. أما المنطقة الحرة في المرفأ فتبلغ مساحتها 81000 متر مربع ويجري العمل على توسيعها لتمتد على مساحة 124000 أو إنشاء مبانٍ جديدة، من بينها مبنى مهم بأحدث الطرق لعرض المجوهرات والتحف والسجاد والذي تبلغ مساحته 18 ألف متر مربع.

## انفجار 2020
وقع انفجار كبير في مرفأ بيروت  حدث على مرحلتين في المستودع رقم 12 في مرفأ بيروت في عصر 4 أغسطس 2020 نتجت عنه سحابة دخانية كبرى تشبه سحابة عيش الغراب، وأدّى إلى أضرار كبيرة في المرفأ وتهشيم الواجهات الزجاجية للمباني والمنازل في معظم أحياء العاصمة اللبنانية بيروت، وقد أفادت الوكالة الوطنية اللبنانية بأن عدد الجرحى كبير ولا يُحصى، وقد سجّلت وزارة الصحة اللبنانية، مقتل أكثر من 157 شخصًا وإصابة أكثر من 5000 آخرين، في حين أشارت التقارير إلى أن أعداد المفقودين تجاوزت 80 شخصًا، وأُعلن عن نزوح أكثر من 300 ألف مواطن لبناني بسبب الدمار الذي لحق بمساكنهم، وقدر محافظ بيروت الخسائر المادية الناجمة عن الانفجار ما بين 10 إلى 15 مليار دولار أمريكي.
امتدت الأضرار إلى آلاف المنازل على بعد كيلومترات من موقع الانفجار، وكشفت الجهات الأمنية اللبنانية إلى أن سبب الانفجار «مواد شديدة الانفجار» كانت مخزنة في المرفأ منذ أكثر من ست سنوات والتي تعرف بأنها مادة نترات الأمونيوم . والتي صودرت من سفينة الشحن إم في روسوس. وقد أعلن محافظ بيروت مروان عبود العاصمة «مدينة منكوبة»، ووصف الانفجار بأنه «أشبه بالقصف الذري على هيروشيما وناجازاكي»، في حين أعلن رئيس الوزراء اللبناني حسان دياب يوم الأربعاء 5 أغسطس 2020 «يوم حداد وطني»، ودعا الرئيس اللبناني ميشال عون المجلس الأعلى للدفاع إلى اجتماع طارئ في قصر بعبدا في مساء يوم الثلاثاء 4 أغسطس، لبحث الانفجار، وقد نتج عن الاجتماع توصية رُفعت إلى الحكومة لإعلان حالة الطوارئ.